# 鮎川駅 (茨城県)
鮎川駅（あゆかわえき）は、茨城県日立市国分町一丁目にあった日立電鉄日立電鉄線の駅（廃駅）である。同線の終着駅であった。

## 歴史
- 1947年（昭和22年）9月1日：日立電鉄線大甕 - 当駅間の開通に伴い開業。
- 1977年（昭和52年）3月30日：新駅舎を建設。
- 2005年（平成17年）4月1日：日立電鉄線廃線にともない廃止。

## 駅構造
島式ホーム1面2線を持つ交換可能な地上駅で、開業当初から廃止時まで有人駅であった。日立電鉄線の終着駅で、構内に留置線・列車洗車台なども有していた。直営駅として営業されていたが、駅員配置時間は限られ、平日は7時から9時40分および、15時50分から19時までで、土曜日と休日は駅員の配置はなかった。
鮎川駅から日立方面への路線が延伸される予定があったことから、構内の線路がプラットホームより日立方面へさらに奥へと数百メートル先まで延びており、その線路の途中にある踏切までは留置線として使用された。駅舎は鉄筋コンクリート造の小さなもので、自動券売機が1台設置されてあり、駅員無配置時間帯でも乗車券の購入ができた。そのため、乗車駅証明書発行機の設置はなかった。
地理的には、JR東日本常磐線の常陸多賀 - 日立間の線路の脇に位置し、常磐線の駅とは線路を挟んで反対の海側に駅舎があった。駅舎がある位置から、JR常磐線の線路を渡って対面側に鮎川集落が開けていることから、構内を移動するときは駅舎を通らずともホームから鮎川集落に方面へと直接行ける構造となっていた。

### のりば
| 番線 | 路線       | 行先               |
| ---- | ---------- | ------------------ |
| 1    | 日立電鉄線 | 大甕・常北太田方面 |
| 2    | 日立電鉄線 | 大甕・常北太田方面 |

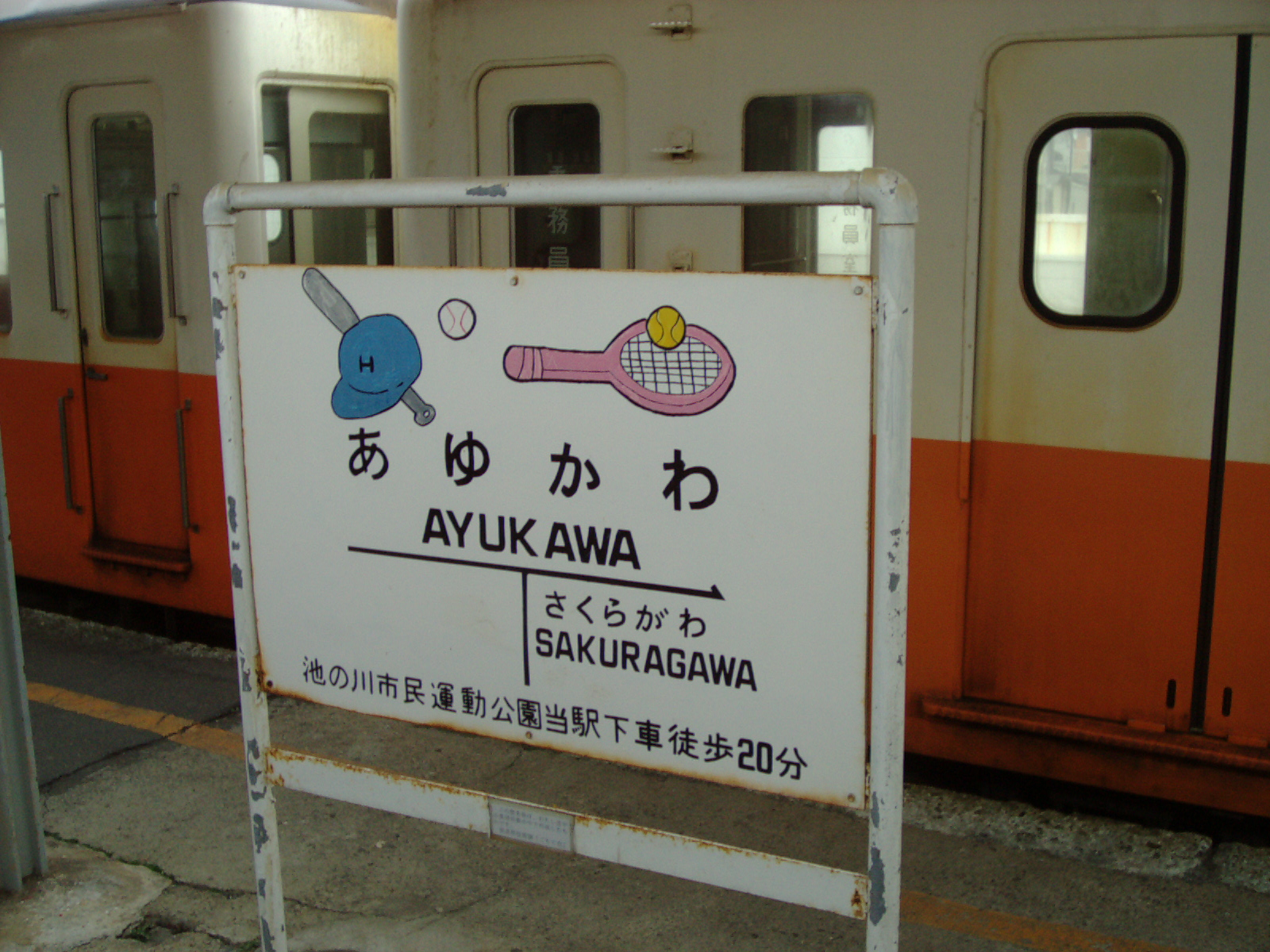
駅名標（2005年3月）
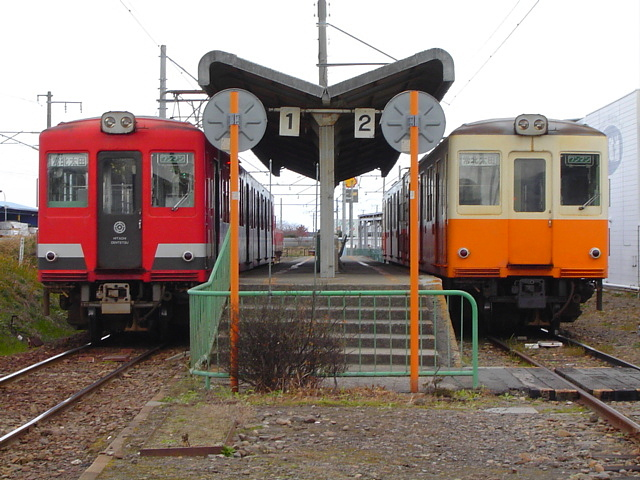
大甕側より見たプラットホーム （2004年12月）
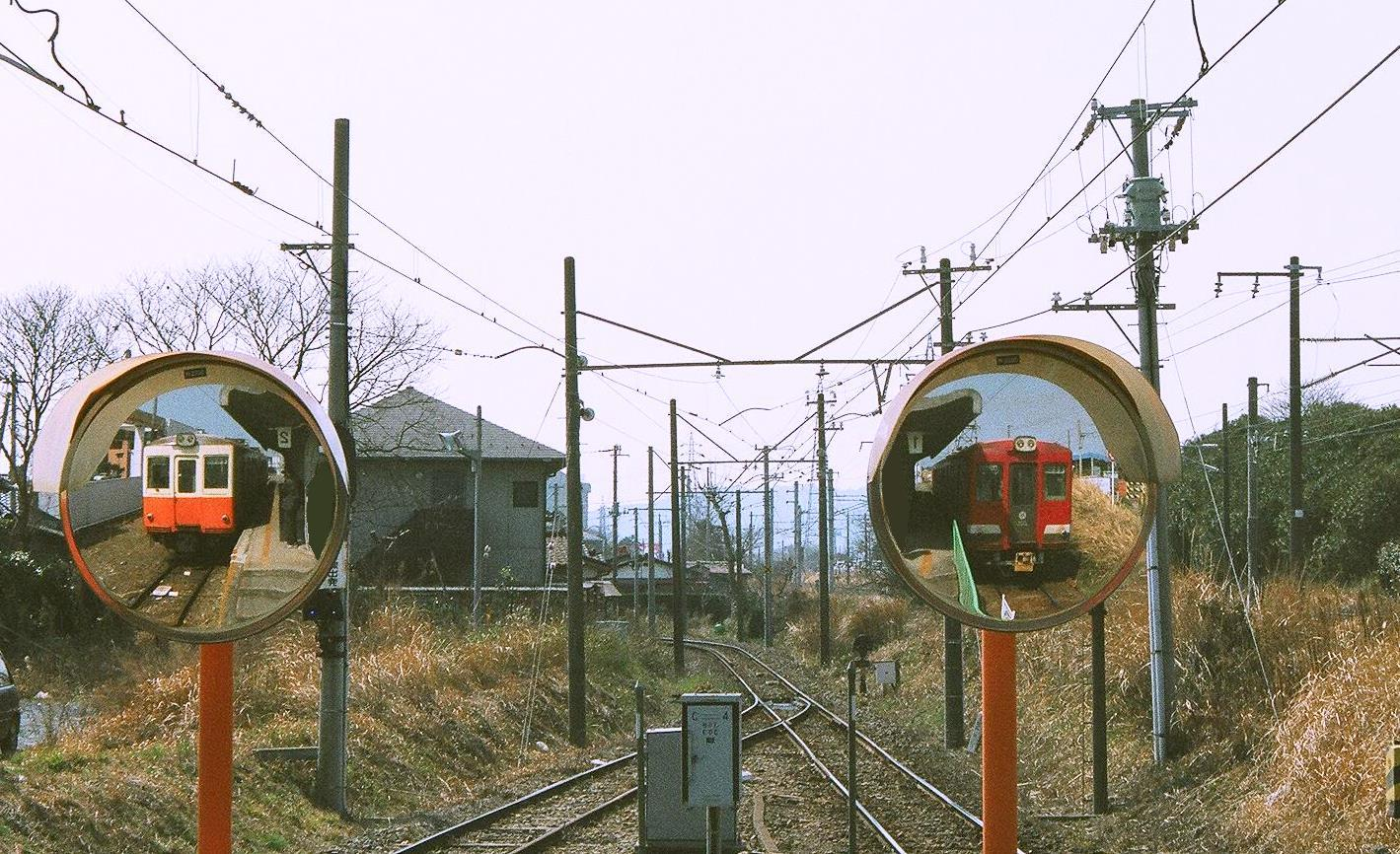
プラットホームより大甕側を望む。右側の築堤は常磐線（2005年3月）
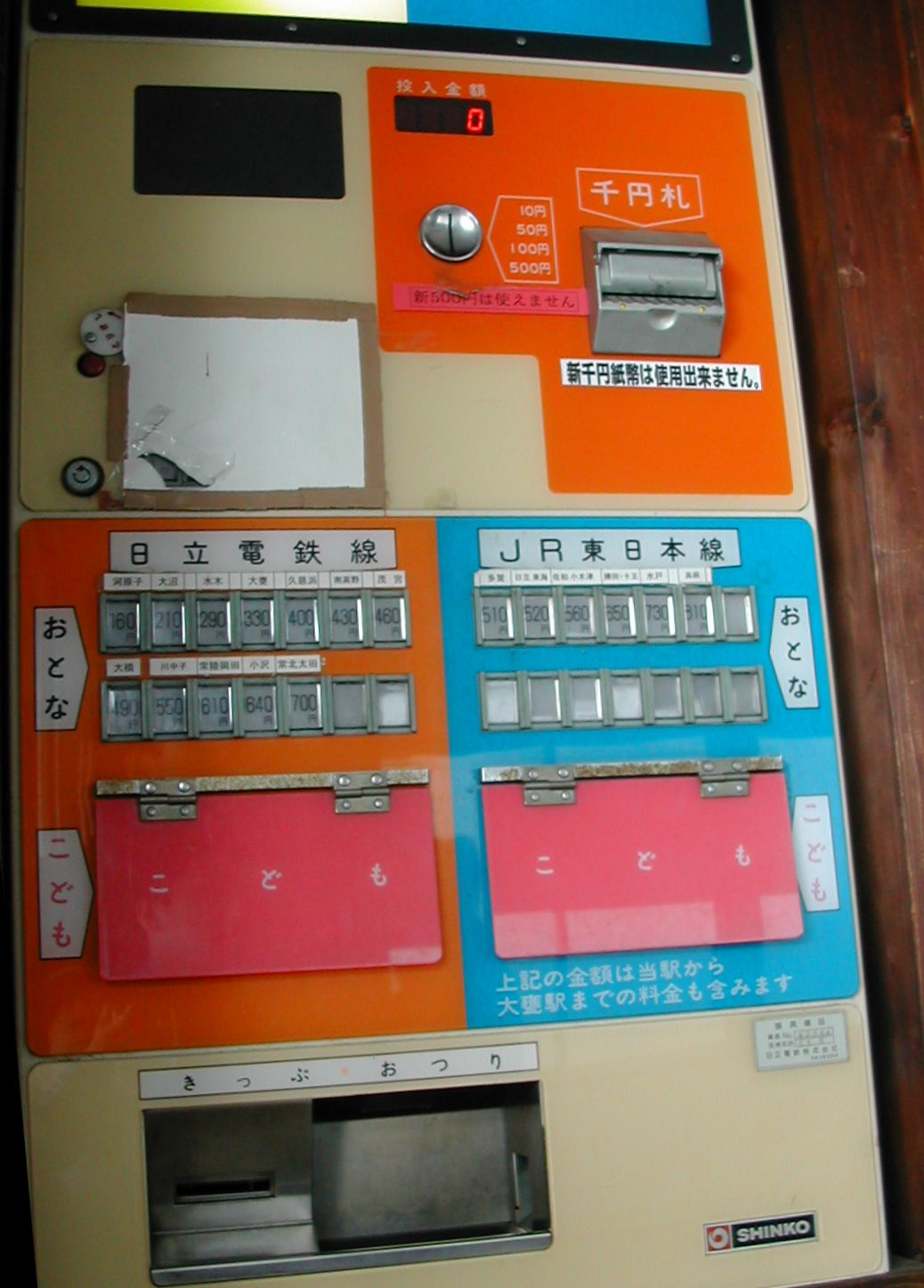
駅舎に設置された神鋼製の券売機（2005年3月）

## 駅周辺
- 鮎川
- 鮎見橋
- 日立鮎川三郵便局
- 茨城県立多賀高等学校
- 日立市立日立養護学校（現・日立市立日立特別支援学校）
- 日立市立油縄子小学校
- 日立市立多賀中学校
- レゾナック山崎事業所（桜川）
- 池の川市民運動公園 - 当駅の駅名標で紹介されている。

## 廃止後
2006年（平成18年）9月中旬に駅舎が解体され現在は面影もない。駅跡地のすぐ脇にある常磐線の踏切名は「鮎川駅前踏切」のまま残っていたが、2022年10月に撤去された。

## 隣の駅
日立電鉄
日立電鉄線
桜川駅 - 鮎川駅